# ポールスター・1
ポールスター・1 (Polestar 1) は、スウェーデンの自動車メーカー、ボルボ・カーズグループ傘下のポールスター（Polestar）によって製造していたプラグインハイブリッドカーである。
ポールスターは独立した自動車メーカーであり、本車種は同社が最初に製造する車種となる。

## 概要
2013年に発表されたボルボ・コンセプト・クーペがデザインのベースになっている。2017年10月に上海において初公開され、2018年のグッドウッド・フェスティバル・オブ・スピードにおいて量産プロトタイプの初走行を披露した。2019年8月から成都市の工場にて量産が開始された。なお、高精度な組立の実現のために量産スピードは1日あたり最大2台に抑えられた。
ポールスター・1は2ドア・2+2シーターのクーペで、ボルボが開発したSPAを採用する。車体はバンパーを除きCFRPで作られ、軽量・高剛性なボディを実現した。この車体は手作業で生産される。空力性能の向上のため、コンパクトなフレームレスドアミラーと時速100km以上でリフトアップするアクティブリヤスポイラーを搭載する。フロントブレーキは曙ブレーキ製の6ポットキャリパーとブレーキパッドで、サスペンションにはオーリンズと共同開発した連続電子制御サスペンション「CESi」が搭載される。
インテリアにはボルボ製の部品が使われ、ボルボの既存モデルと共通のセンターディスプレイが中央に備わる。高級感を演出するために専用のナッパレザーとカーボンのトリムが与えられ、またオレフォス製のガラスシフトノブが備わる。オーディオはBowers & Wilkins製。トランク奥にフレキシブルガラス製のパネルが取り付けられ、外からオレンジ色の高電圧ケーブルが見える工夫がなされている。ただし後席とバッテリースペースの確保のためにトランク容量は4立方フィード（113L）に切り詰められた。
1は3年間で限定1,500台のみ生産された。2021年4月に専用のゴールドカラーのファイナルエディションが限定25台で販売され、2021年後半に生産を終了した。

## 動力
1にはターボとスーパーチャージャーで過給される2.0Lの直4エンジンが搭載され、8速ATを介して前輪を駆動する。加えて後輪の左右に1基ずつと、エンジンとミッションの間に1基のISGモーターが搭載される。これによりシステム全体の出力は600hp（441kW）、最大トルクは1,000Nmに達する。0-100km加速は4.2秒。路面状況に応じて後輪のトルク配分を制御するトルクベクタリングシステムを備える。
総容量34kWhのリチウムイオンバッテリーが、車体下の中央部分とリアタイヤの間に搭載される。モーターのみでWLTPモードで124kmの距離を走行可能である。